# 健身房

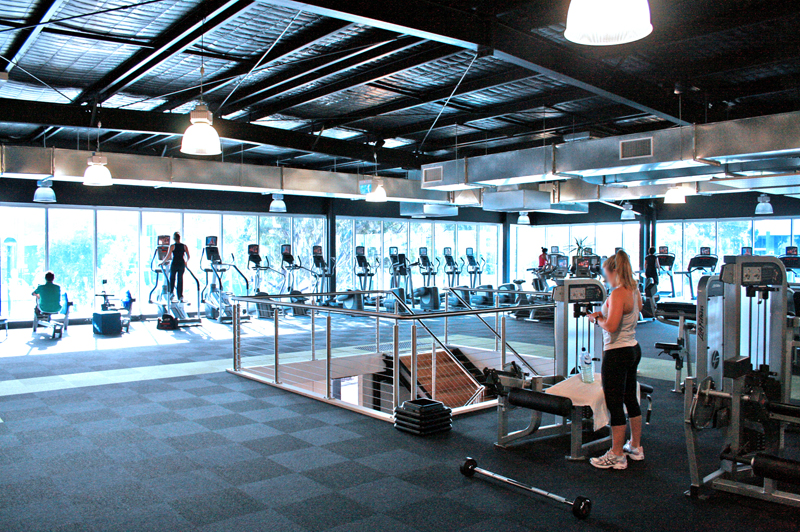
寬敞的健身室

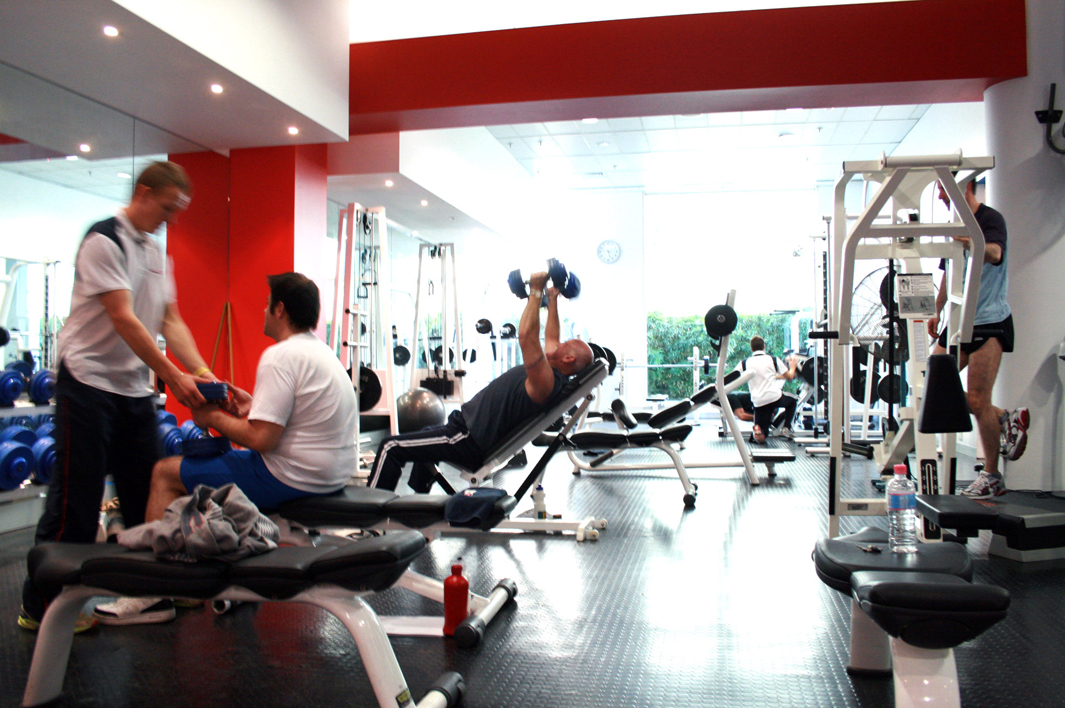
健身室內的重械區

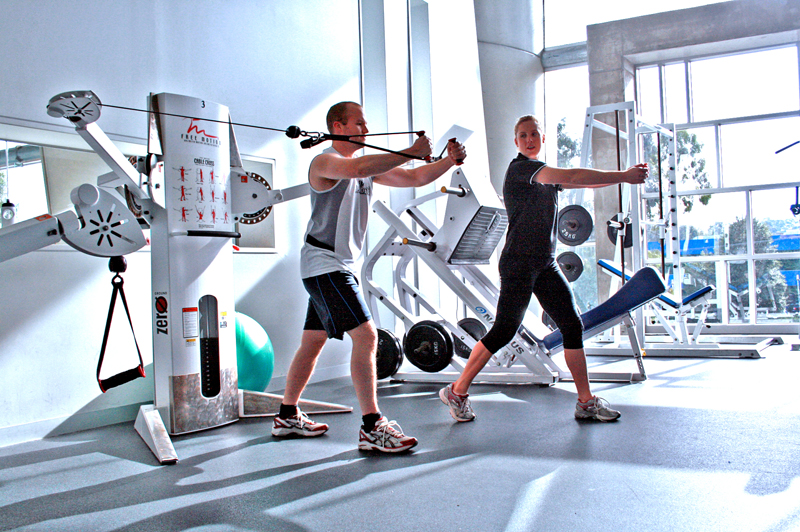
健身室內的私人教練

健身房，又名健身館、健身室、健身中心（英語：Health club、Fitness club、Fitness center），是用作健身的空間，裝設有健身器材，有些健身中心可能也包括泳池、拳击场地等设施。
健身房在成熟的社区非常常見，例如屋苑、會所、學校、大企業、社區會堂等。另外也有附設於游泳池、體育館等運動場所的，以及派有教練指導、付費制的健身中心。

## 歷史
早期的公共體育館於1847年在巴黎開始。然而，為廣大市民使用的健身房歷史可以追溯到1947年，位於美國加利福尼亞州聖塔莫尼卡。
早在羅馬時代豪華的公共澡堂就已經有著類似於今日健身俱樂部的功能。當時澡堂並非只是單純結構簡單的浴池，僅僅提供冷、熱水浴；他們不但動輒佔地數十英畝，還有著鍛鍊身體的各種設備：游泳池、跑道、體育館、運動區、球類運動場地以及活力再生房。
澡堂的產生起初是由於在土地上勞動耕作的農民潔身的需要，而後卻因城市文化的進展，演變成有閒階級填充整日空虛的一種儀式性習慣。因此，羅馬浴池以其巨大的規模與各種設施的結合，可以說是城市休閒空間的典型代表，在浴池的活動已經不只是為了衛生需求而淨身，更具有休閒、社交的功能。
以健身為主的場所最初出現在二十世紀早期的青年會（YMCA）。這裡提供了各項運動設備和活動，是最早有籃球、游泳、重量訓練活動的先驅，可以說已經為現今健身俱樂部的基礎。初期是以私人俱樂部形式，在 1915 到 1927 年改制為會員制的健身、運動、社交俱樂部形式。

## 主要鍛煉區
大多數健身俱樂部有一個主要的鍛煉區，其中主要包括負重訓練，包括啞鈴、槓鈴和相關的健身器材。這個區域通常包括鏡子，使用者可以監察他們的鍛煉過程中保持正確的姿勢。

## 心肺功能區
心肺功能區包括多種類型的心肺功能訓練設備，如划艇機、健身單車、橢圓機和跑步機等。這些區域通常包括電視機等數字視聽顯示設備（集成到訓練設備，或放置在牆壁），以使有氧鍛煉練習者可在單調的訓練過程時觀看。

## 體育設施
有些健身俱樂部會提供的運動設施，如游泳池，壁球場和拳擊區域。在某些情況下，需付費才能使用這些設施。

## 個人訓練
大多數健身俱樂部聘請私人教練，為會員進行培訓、健身、營養、以至提出健康建議和諮詢。私人教練可以設計自定的健身鍛煉，有時還包括一個營養計劃，幫助客戶實現他們的目標。他們還可以監視和成員訓練。通常私人教練需涉及額外收費。
健身房可分為：
- 器械健身
  - 單槓
  - 舉重
  - 負重訓練
- 體育健身
  - 網球
  - 壁球
  - 羽毛球
  - 跳彈床
- 帶氧運動
  - 健康舞
  - 踏板舞
  - 健身單車
  - 划船器
  - 跑步機

## 附屬設施
- 更衣室
- 沐浴間
- 休息室
- 康樂室